# International Lesbian, Gay, Bisexual, Trans and Intersex Association
International Lesbian, Gay, Bisexual, Trans and Intersex Association (ILGA) er en verdensomspændende NGO organisation for homo- og biseksuelle, transkønnede og interkøn rettigheder. Organisationen blev stiftet i 8. august 1978 som International Gay Association (IGA) af bl.a. LGBT+ Danmark (det daværende Forbundet af 1948- landsforening for bøsser og lesbiske), og ændrede i 1986 navnet til International Lesbian and Gay Association (ILGA).
Der er i øjeblikket 489 fulde medlemsorganisationer ILGA i Europa i 45 ud af de 49 europæiske lande, herunder blandt andet LGBT+ Danmark, Lambda - Bøsser og Lesbiske på Fyn og Sabaah i Danmark